# Europäisches Olympisches Winter-Jugendfestival 2021/Biathlon
Beim Europäischen Olympischen Winter-Jugendfestival 2021 wurden fünf Wettbewerbe im Biathlon ausgetragen. Die Wettbewerbe fanden im Vuokatti Sport Biathlon Stadium in Vuokatti statt.

## Medaillenspiegel
| Platz | Land       | Gold | Silber | Bronze | Gesamt |
| ----- | ---------- | ---- | ------ | ------ | ------ |
| 1     | Frankreich | 2    | –      | 2      | 4      |
| 2     | Slowenien  | 1    | 1      | 1      | 3      |
| 3     | Tschechien | 1    | 1      | –      | 2      |
| 3     | Schweden   | 1    | 1      | –      | 2      |
| 5     | Polen      | –    | 1      | 1      | 2      |
| 6     | Italien    | –    | 1      | –      | 1      |
| 7     | Slowakei   | –    | –      | 1      | 1      |

## Medaillengewinner
| Konkurrenz | Gold         | Silber               | Bronze        |
| ---------- | ------------ | -------------------- | ------------- |
| Sprint     | Petr Hák     | Mattia Piller Hoffer | Lou Thiévent  |
| Verfolgung | Lou Thiévent | Konrad Badacz        | Jakub Borguľa |

| Konkurrenz | Gold           | Silber         | Bronze          |
| ---------- | -------------- | -------------- | --------------- |
| Sprint     | Sara Andersson | Klara Vindišar | Kaja Zorč       |
| Verfolgung | Lena Repinc    | Sara Andersson | Amandine Mengin |

Mixed
| Konkurrenz | Gold                                                                | Silber                                                               | Bronze                                                                          |
| ---------- | ------------------------------------------------------------------- | -------------------------------------------------------------------- | ------------------------------------------------------------------------------- |
| Staffel    | FrankreichAmandine Mengin Violette Bony Gaëtan Paturel Lou Thiévent | TschechienKateřina Pavlů Kateřina Gotvaldová Daniel Malušek Petr Hák | PolenAnna Nędza-Kubiniec Barbara Skrobiszewska Fabian Suchodolski Konrad Badacz |